# SVG Working Group
L'SVG Working Group è un gruppo di lavoro creato dal World Wide Web Consortium (W3C) per affrontare la necessità di un'alternativa al formato PostScript. Il formato PostScript non era in grado di creare caratteri e oggetti scalabili senza generare file di dimensioni eccessive rispetto a quelli con caratteri e oggetti non scalabili.
Nel aprile 1998, il W3C ricevette una nota da rappresentanti di quattro aziende — Adobe Systems, IBM, Netscape e Sun Microsystems — riguardo al Precision Graphics Markup Language (PGML), un linguaggio di markup basato su XML.
Un mese dopo, un secondo documento fu presentato da un gruppo che includeva rappresentanti di Hewlett-Packard, Macromedia, Microsoft e Visio, contenente una bozza di specifica per il Vector Markup Language (VML), un altro linguaggio di markup basato su XML.
Di conseguenza, il W3C istituì un gruppo di lavoro e, entro sei mesi, pubblicò una bozza delle specifiche per il formato Scalable Vector Graphics (SVG). Questo formato, a differenza di PostScript, è ottimizzato per il Web ed è in grado di descrivere grafica bidimensionale e applicazioni grafiche tramite XML.
Le prime versioni della specifica SVG sono state implementate nativamente dalla maggior parte dei browser moderni. Il gruppo di lavoro SVG continua a sviluppare miglioramenti che porteranno alla specifica completa di SVG 2.0.

## Membri
I membri del gruppo di lavoro SVG includono rappresentanti delle seguenti organizzazioni:
- Adobe Systems Inc.
- Apple
- AutoCAD
- BitFlash
- Open Text (BitFlash Division)
- Canon, Inc.
- ERCIM
- Ericsson
- Expway
- France Télécom
- Groupe des Écoles des Télécommunications
- Ikivo AB
- ILOG
- Inkscape
- ITEDO Software GmbH
- KDDI Corporation
- Keio University
- Kodak
- Microsoft
- Mozilla
- Opera Software
- Research In Motion, Ltd. (RIM)
- Sharp Corporation
- Sun Microsystems Inc.